# Zernyia impulverata
Zernyia impulverata là một loài bướm đêm trong họ Geometridae.